# Conjunt de cases al carrer de Sant Joan (Capellades)
El Conjunt de cases del carrer Sant Joan és una obra de Capellades (Anoia) protegida com a Bé Cultural d'Interès Local.

## Descripció
Conjunt de cases del carrer Sant Joan que segueixen un mateix model constructiu i compositiu. Cases entre mitgeres, amb patri posterior. Consten de tres altures, planta baixa, dos pisos i sota coberta. Les obertures segueixen un model de proporció vertical, excepte en la planta més alta, que són horitzontals. Destaca la fornícula dedicada a Sant Ramon, ubicada a la casa número 15, tancada amb portella de vidre d'arc de mig punt i protegida amb una coberta de petites teules àrabs.
Es tracta d'edificis representatius de l'arquitectura popular del segle xix.

## Història
El sector de números imparells del carrer de Sant Joan es trobava pràcticament construït en la seva integritat el 1851, segons es desprèn del plànol datat en aquell any i realitzat per l'agrimensor Rómulo Zaragoza amb motiu de la contribució territorial. Això, sumat a la seva absència a fonts de finals del segle xviii, permetria datar la construcció d'aquest sector de carrer a inicis del segle xix.